# Adelphi Theatre (New York)
L'Adelphi Theatre est un théâtre disparu situé au 152 Ouest de la 154e Rue, à Manhattan, New York, aux États-Unis.

## Histoire
Il ouvre le 24 décembre 1928 sous le nom de Craig Theatre avec une capacité de 1 434 sièges. Cependant, il ne connaîtra d'activité que de 1934 à 1940 puis de 1944 à 1958. 
En 1934, l'établissement est pris en charge par le Federal Theatre Project (en) et prend le nom d'Adelphi. Il est renommé Radiant Center par The Royal Fraternity of Master Metaphysicians (en) en 1940 et utilisé pour des spectacles religieux. Il devient ensuite le Yiddish Arts Theater (1943) et retrouve son nom d'Adelphi Theater en avril 1944, lorsqu'il est racheté par la Shubert Organization.
Dans les années 1950, le lieu devient un studio de télévision. Il retrouve sa fonction de théâtre en 1957, est rebaptisé 54th Street Theater en 1958, puis George Abbott Theater en 1965 en l'honneur de George Abbott.
Après des difficultés financières, l'établissement est rasé en 1970 pour laisser place à l'hôtel New York Hilton Midtown,.

## Représentations notables
- Revolt of the Beavers (en) (20 mai 1937 – 19 juin 1937)
- On the Town (28 décembre 1944 – 6 février 1945)
- Around the World (en) (31 mai 1946 – 8 mars 1946)
- Street Scene (1er janvier 1947 – 17 mai 1947)
- Life Is Worth Living
- The Honeymooners (1er octobre 1955 – 22 septembre 1956)
- Damn Yankees (6 mai 1957 – 10 décembre 1957)
- Bye Bye Birdie (24 octobre 1960 – 14 janvier 1961)
- 13 Daughters (en) (1er lar 1961 - 25 mars 1961)
- No Strings (en) (15 mars 1962 - 29 septembre 1962)
- What Makes Sammy Run? (en) (27 février 1964 - 6 décembre 1965)
- Any Wednesday (en) (15 février 1966 – 26 juin 1966)
- Wait Until Dark (en) (3 octobre 1966 – 26 novembre 1966)
- Darling of the Day (en) (27 janvier 1968 – 24 février - 1968)[5]
- Gantry (en) (14 février 1970)